# Yasuji Miyazaki
Yasuji Miyazaki (Japans: 宮崎康二, Miyazaki Yasuji) (Kosai, 15 oktober 1916 – 30 december 1989) was een Japans zwemmer.
Yasuji Miyazaki nam eenmaal deel aan de Olympische Spelen; in 1932. In 1932 nam hij deel aan de onderdelen 4x200 meter vrije slag en 100 meter vrijeslag. Hij wist tweemaal goud te veroveren.